# Juan Andrés Merklein
Juan Andrés Merklein lub Merclein (ur. ok. 1716–1717 w Anholt we Flandrii, zm. 8 sierpnia 1797 w Saragossie) – flamandzki malarz okresu późnego baroku działający w Hiszpanii. Nauczyciel i teść nadwronego malarza Francisca Bayeu.
Pochodził z Flandrii, prawdopodobnie przyjechał do Hiszpanii ze swoimi rodzicami ok. 1730 roku. Rodzina osiedliła się w Saragossie, gdzie Merklein zdobył wykształcenie artystyczne. W 1739 ożenił się z Gregorią Salillas, z którą miał dwóch synów i cztery córki. W 1742 otrzymał pozycję nadwornego malarza (pintor supernumerario) Filipa V.
Był nauczycielem malarstwa i rysunku, jednym z jego uczniów był Francisco Bayeu, przyszły nadwrony malarz Burbonów. Bayeu w 1759 ożenił się z Juaną Sebastianą Merklein, córką swojego nauczyciela. Jego twórczość nie została dobrze poznana. Zachowały się głównie portrety: Francisco Salvador Gilaverte (1745), Król Karol III, Arias Mon y Velarde, Arcybiskup Saragossy Agustín de Lezo y Palomeque (1785). Przykładem malarstwa religijnego jest obraz Św. Wiktorian, opat z Asán w ołtarzu kościoła Santa Cruz w Saragossie z ok. 1780. W 1768 na zamówienie Uniwersytetu Sertoriańskiego namalował alegoryczny obraz Minerwa i Sertoriusz.
Ostatnie lata życia spędził pod opieką córki Magdaleny, był niepełnosprawny fizycznie i miał trudności finansowe. Zmarł w Saragossie w 1797.